# Colostygia confusa
Colostygia confusa là một loài bướm đêm trong họ Geometridae.